# Dainville
Pour l’article homonyme, voir Dainville-Bertheléville.
Dainville est une commune française située dans le département du Pas-de-Calais en région Hauts-de-France. Ses habitants sont appelés les Dainvillois. La commune est membre de la communauté urbaine d'Arras.

## Géographie

### Localisation
Localisée dans le sud-est du département du Pas-de-Calais, Dainville est une commune de l'Artois limitrophe, à l'est, de la commune d’Arras (chef-lieu d'arrondissement et préfecture du Pas-de-Calais).
Le territoire de la commune est limitrophe de ceux de six communes.
Les communes limitrophes sont Duisans, Wailly, Warlus, Achicourt, Arras et Berneville.

### Géologie et relief
La superficie de la commune est de 11,22 km2 ; son altitude varie de 64  à   107 m.

### Hydrographie

#### Réseau hydrographique
La commune est située dans le bassin Artois-Picardie. Elle est drainée par le Faubourg d'Amiens,,.

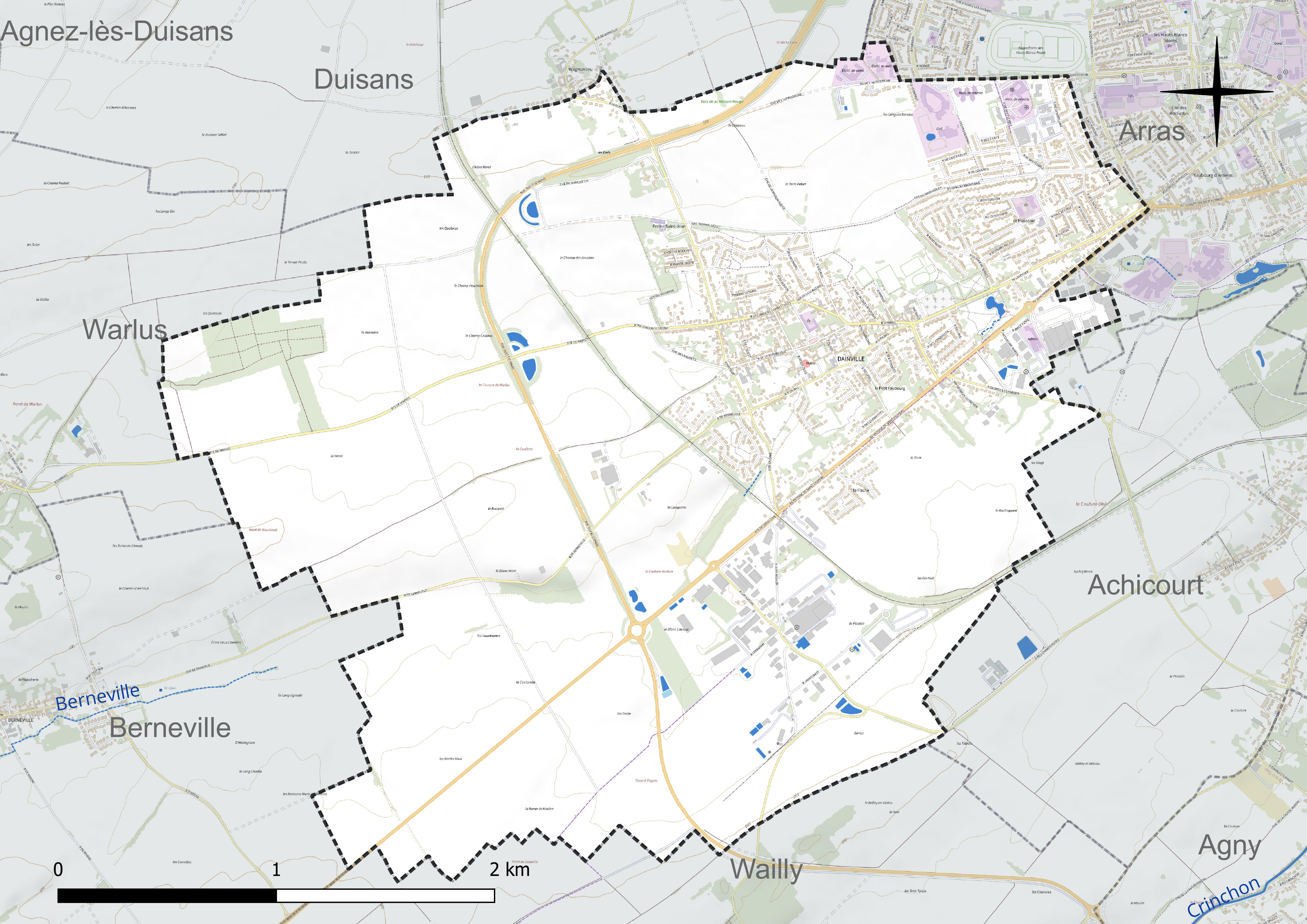
Réseau hydrographique de Dainville.

#### Gestion et qualité des eaux
Le territoire communal est couvert par le schéma d'aménagement et de gestion des eaux (SAGE) « Scarpe amont ». Ce document de planification concerne un territoire de 553 km2 de superficie, délimité par le bassin versant de la Scarpe amont et se composant de trois vallées : celle de la Scarpe, du Gy et du Crinchon. Le périmètre a été arrêté le 15 juillet 2010 et le SAGE proprement dit a été approuvé le 19 décembre 2023. La structure porteuse de l'élaboration et de la mise en œuvre est la communauté urbaine d'Arras.
La qualité des cours d'eau peut être consultée sur un site spécial géré par les agences de l'eau et l'Agence française pour la biodiversité.

### Climat
Pour des articles plus généraux, voir Climat des Hauts-de-France et Climat du Pas-de-Calais.
En 2010, le climat de la commune est de type climat océanique dégradé des plaines du Centre et du Nord, selon une étude du CNRS s'appuyant sur une série de données couvrant la période 1971-2000. En 2020, Météo-France publie une typologie des climats de la France métropolitaine dans laquelle la commune est exposée à un climat océanique et est dans la région climatique Nord-est du bassin Parisien, caractérisée par un ensoleillement médiocre, une pluviométrie moyenne régulièrement répartie au cours de l'année et un hiver froid (3 °C).
Pour la période 1971-2000, la température annuelle moyenne est de 10,4 °C, avec une amplitude thermique annuelle de 14,2 °C. Le cumul annuel moyen de précipitations est de 749 mm, avec 12,4 jours de précipitations en janvier et 8,9 jours en juillet. Pour la période 1991-2020, la température moyenne annuelle observée sur la station météorologique la plus proche, située sur la commune de Wancourt à 11 km à vol d'oiseau, est de 10,8 °C et le cumul annuel moyen de précipitations est de 711,4 mm,. Pour l'avenir, les paramètres climatiques de la commune estimés pour 2050 selon différents scénarios d'émission de gaz à effet de serre sont consultables sur un site spécial publié par Météo-France en novembre 2022.

### Paysages
Pour un article plus général, voir Paysage en France.
La commune est située dans le paysage régional des grands plateaux artésiens et cambrésiens tel que défini dans l'atlas des paysages de la région Nord-Pas-de-Calais, conçu par la direction régionale de l'Environnement, de l'Aménagement et du Logement (DREAL),. Ce paysage régional, qui concerne 238 communes, est dominé par les « grandes cultures » de céréales et de betteraves industrielles qui représentent 70 % de la surface agricole utilisée (SAU).

#### Espèces faunistiques et floristiques
Le site de l'Inventaire national du patrimoine naturel (INPN) recense 455 espèces faunistiques et floristiques sur le territoire de la commune dont 42 protégées et 19 menacées et quasi-menacées.

## Urbanisme

### Typologie
Au 1er janvier 2024, Dainville est catégorisée ceinture urbaine, selon la nouvelle grille communale de densité à sept niveaux définie par l'Insee en 2022.
Elle appartient à l'unité urbaine d'Arras, une agglomération intra-départementale regroupant 15  communes, dont elle est une commune de la banlieue,,. Par ailleurs la commune fait partie de l'aire d'attraction d'Arras, dont elle est une commune de la couronne,. Cette aire, qui regroupe 163 communes, est catégorisée dans les aires de 50 000 à moins de 200 000 habitants,.

### Occupation des sols
L'occupation des sols de la commune, telle qu'elle ressort de la base de données européenne d'occupation biophysique des sols Corine Land Cover (CLC), est marquée par l'importance des territoires agricoles (72,3 % en 2018), en diminution par rapport à 1990 (77,6 %). La répartition détaillée en 2018 est la suivante : 
terres arables (70,9 %), zones urbanisées (20,8 %), zones industrielles ou commerciales et réseaux de communication (7 %), zones agricoles hétérogènes (1,4 %). L'évolution de l'occupation des sols de la commune et de ses infrastructures peut être observée sur les différentes représentations cartographiques du territoire : la carte de Cassini (XVIIIe siècle), la carte d'état-major (1820-1866) et les cartes ou photos aériennes de l'IGN pour la période actuelle (1950 à aujourd'hui).

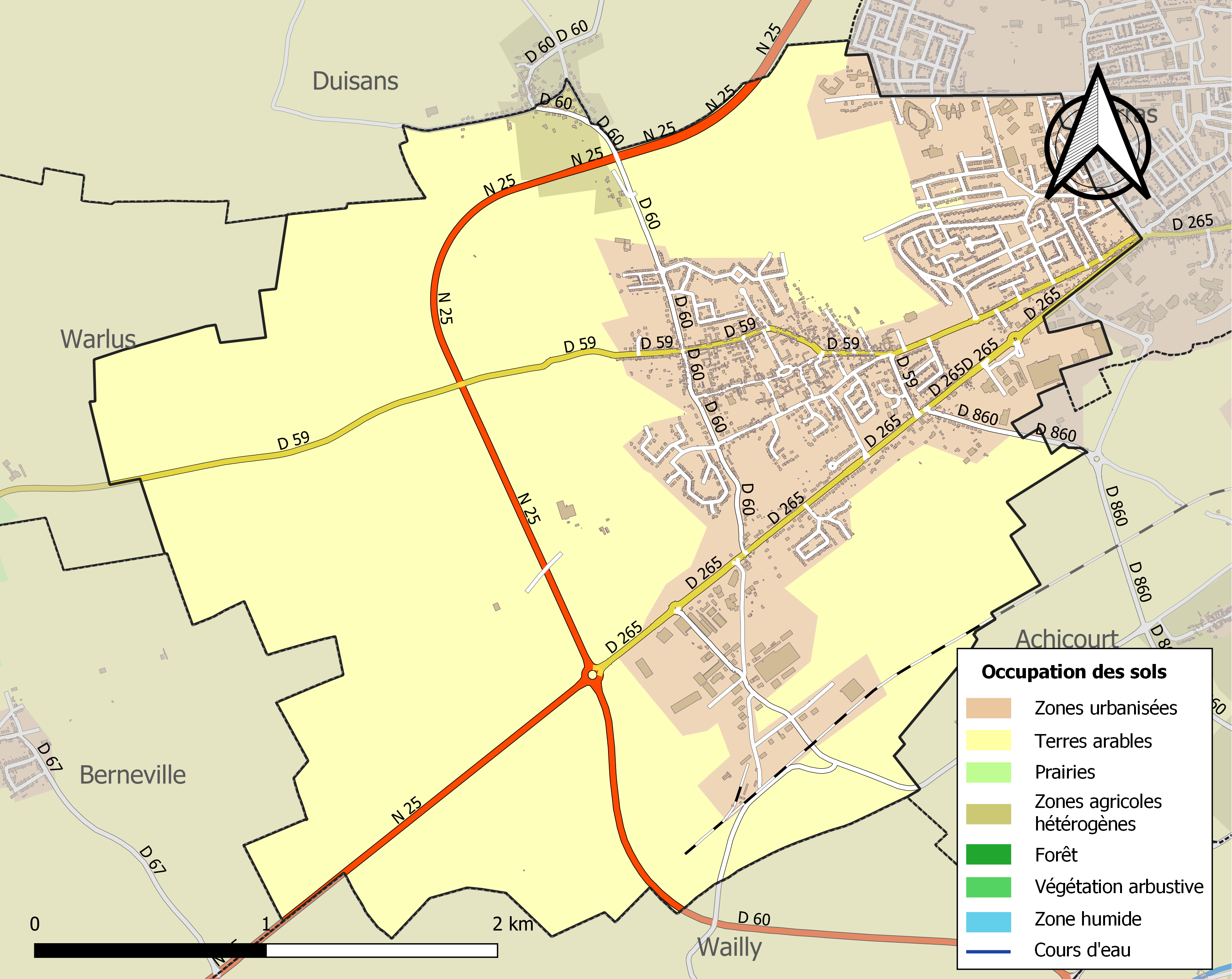
Carte des infrastructures et de l'occupation des sols de la commune en 2018 (CLC).

### Lieux-dits, hameaux et écarts
Dans la commune de Dainville, nous retrouvons un hameau et plusieurs lieux dits :
- le hameau de Wagnonlieu, à cheval sur la commune de Duisans ;
- la patte d'oie, intersection située entre le faubourg d'Amiens et la commune de Dainville, constitué d'habitations.

Une partie de la Couture d'Hées est située sur le territoire communal de Dainville, entre l'avenue Jean Mermoz et la rue Georges Guynemer, au niveau de la zone commerciale[réf. incomplète].

### Logement
En 2021, le nombre total de logements dans la commune était de 2 567, alors qu'il était de 2 401 en 2015 et de 2 299 en 2010
, soit une progression du nombre total de logements de 11,7 % depuis 2010.
Parmi ces 2 567 logements, 94,0 % étaient des résidences principales, (soit 2 413 logements), 0,5 % des résidences secondaires et 5,5 % des logements vacants. Ces logements étaient pour 91,0 % d'entre eux des maisons individuelles et pour 8,9 % des appartements.
Sur les 2 413 résidences principales, 73,8 % sont occupées par des propriétaires, 25,3 % par des locataires et 0,9 % par des personnes logées gratuitement.
Le tableau ci-dessous présente la typologie des logements à Dainville en 2021 en comparaison avec celle du Pas-de-Calais et de la France entière. Une caractéristique marquante du parc de logements est ainsi la faible proportion des résidences secondaires et logements occasionnels (0,5 %) par rapport au département (6,5 %) et à la France entière (9,7 %) ainsi que d'une proportion de logements vacants (5,5 %) inférieure à celle du département (7,3 %) et de la France entière (8,1 %).
| Typologie                                               | Dainville | Pas-de-Calais | France entière |
| ------------------------------------------------------- | --------- | ------------- | -------------- |
| Résidences principales (en %)                           | 94,0      | 86,1          | 82,2           |
| Résidences secondaires et logements occasionnels (en %) | 0,5       | 6,5           | 9,7            |
| Logements vacants (en %)                                | 5,5       | 7,3           | 8,1            |

### Voies de communication et transports

#### Voies de communication
La commune est desservie par les routes départementales D 59, D 60 et D 265 et la route nationale 25 reliant Amiens à Arras.

#### Transports
La commune se trouve à 5 km, à l'est, de la gare d'Arras, située sur la ligne de Paris-Nord à Lille, desservie par des TGV inOui et des trains régionaux du réseau TER Hauts-de-France.
Le bourg a été desservi par la gare de Dainville-Bertheléville sur la ligne d'Arras à Saint-Pol-sur-Ternoise ouverte en 1875.

## Toponymie

### Attestations anciennes et actuelles
Le nom de la localité est attesté sous les formes Daginvilla de 752 à 757 ; Daginivilla en 866 ; Dinvilla en 1097 ; Dainville en 1098 ; Dainvilla au XIIe siècle ; Diane villa en 1239 ; Daainville en 1261 ; Dyane villa en 1268 ; Denvile dessous Saint-Vaast en 1290 ; Daienville en 1292 ; Aienville, Deenvile XIIIe siècle ; Dayonville en 1304 ; Denville en 1312 ; Daynville en 1430 ; Dienville en 1469 ; Inville en 1603 ; Dinville en 1720, Dainville depuis 1793 et 1801.

### Étymologie
Dainville viendrait du latin Diana Villae, soit « la ville de Diane » (déesse de la chasse et du monde sauvage) car sous l'Empire romain les soldats venaient se désaltérer dans les eaux de source qui s'y trouvaient.
Selon M. Gysseling, Dainville proviendrait d'un nom d'homme germanique « Dagi ». Dainville serait « Dagin villa », la ferme de Dagi, comme semblent l'attester les premières formes du nom.

## Histoire

### Période révolutionnaire et impériale
Le 30 août 1804, Napoléon Ier passe en revue les 8 000 grenadiers du général Junot sur le plateau de Dainville.

### Première Guerre mondiale
La commune est décorée de la croix de guerre 1914-1918 par décret du 23 septembre 1920, distinction également attribuée à 276 autres communes du Pas-de-Calais.

### Seconde Guerre mondiale

L'exode de 1940 à Dainville, photographié par l'armée allemande
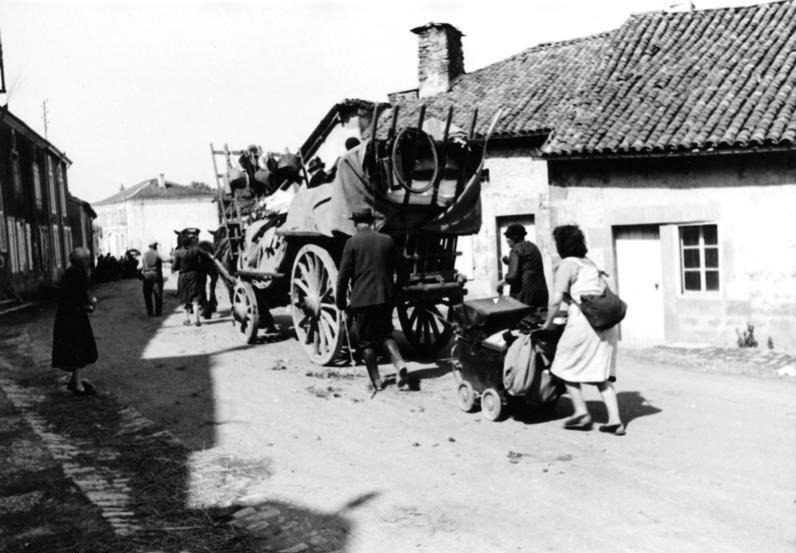
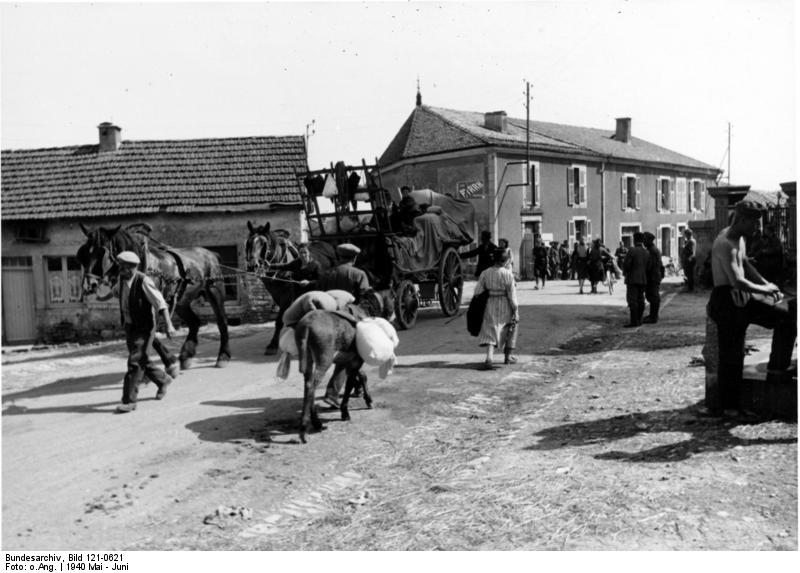
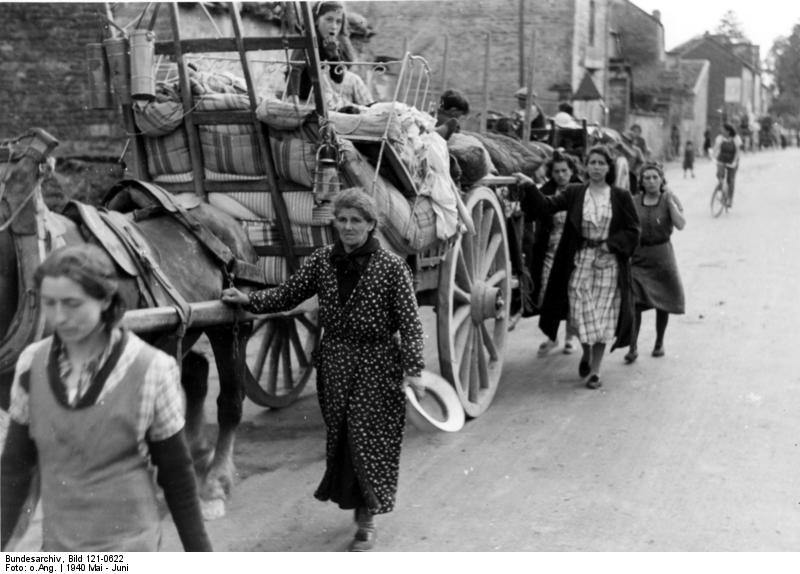

### Après guerre

#### Le nouveau Dainville
En 1965 dans la commune de Dainville, un projet de construction de 500 logements voit le jour. Par la suite, la commune se voit alors composée d'un nouveau quartier : le nouveau Dainville.
« Il s'agit presque d'un deuxième village, plus proche d'Arras que du vieux village par les liaisons, sa conception, son urbanisme et les caractéristiques sociologiques de sa population. »
— Thérèse Louage, Michel Beirnaert, Alain Nolibos, Dainville 2000
Lorsqu'il est achevé, ce nouveau Dainville occupe plus d'espace bâti que l'ancien village et il est plus peuplé, il est séparé de ce dernier par un long corridor qui coupe la commune en deux, et qui devait y faire passer la rocade ouest d'Arras à l'origine. Ses habitants n'ont pas de tradition locale, la plus part travaillent à Arras et n'ont que peu d'occasions de se rendre au village.

## Politique et administration

### Découpage territorial
La commune se trouve dans l'arrondissement d'Arras du département du Pas-de-Calais, depuis 1801,.

#### Commune et intercommunalités
La commune est membre de la communauté urbaine d'Arras qui regroupe 46 communes et totalise 109 776 habitants en 2021.

#### Circonscriptions administratives
La commune est rattachée au canton d'Arras-1. Avant le redécoupage cantonal de 2014, elle était, depuis 1801, rattachée au Canton d'Arras-Nord et depuis 1991, au canton de Dainville,.

#### Circonscriptions électorales
Pour l'élection des députés, la commune fait partie de la deuxième circonscription du Pas-de-Calais.

### Élections municipales et communautaires

#### Élections municipales 2020
- Maire sortant : Françoise Rossignol (PS)
- 29 sièges à pourvoir au conseil municipal (population légale 2017 : 5 646 habitants)
- 4 sièges à pourvoir au conseil communautaire (CU d'Arras)

|                          |                          |                          |              |              |        |        |  |  |  |
| Tête de liste            | Tête de liste            | Liste                    | Premier tour | Premier tour | Sièges | Sièges |  |  |  |
| Tête de liste            | Tête de liste            | Liste                    | Voix         | %            | CM     | CC     |  |  |  |
|                          | Françoise Rossignol      | DVG                      | 1 481        | 100,00       | 29     | 4      |  |  |  |
|                          |                          |                          |              |              |        |        |  |  |  |
| Votes valides            | Votes valides            | Votes valides            | 1 481        | 85,21        |        |        |  |  |  |
| Votes blancs             | Votes blancs             | Votes blancs             | 61           | 3,51         |        |        |  |  |  |
| Votes nuls               | Votes nuls               | Votes nuls               | 196          | 11,28        |        |        |  |  |  |
| Total                    | Total                    | Total                    | 1 738        | 100          | 29     | 4      |  |  |  |
| Abstention               | Abstention               | Abstention               | 2 769        | 61,44        |        |        |  |  |  |
| Inscrits / participation | Inscrits / participation | Inscrits / participation | 4 507        | 38,56        |        |        |  |  |  |

#### Liste des maires
| Période                                  | Période                    | Identité                | Étiquette | Qualité |
| ---------------------------------------- | -------------------------- | ----------------------- | --------- | --- |
| Les données manquantes sont à compléter. |                            |                         |           | |
| septembre 1865                           | janvier 1881               | Xavier Payen            |           | |
| février 1881                             | novembre 1903              | Édouard Daullé          |           | |
| mai 1904                                 | mai 1935                   | Paul Daullé             |           | Cultivateur Chevalier du Mérite agricole |
| mai 1935                                 | mars 1965                  | Jules Milot (1890-1973) |           | Mécanicien, marchand de cycles Résistant Voix du Nord |
| mars 1965                                | août 1970                  | Charles Brisse          |           | Conducteur principal de travaux aux Ponts et chaussées Décédé en fonction                                                                                        |
| octobre 1970                             | mars 1977                  | Maurice Delcourt        |           | Chef de service |
| mars 1977                                | mars 2008                  | Bernard Quandalle       | PS        | Professeur de géographie Conseiller régional du Nord-Pas-de-Calais (1998 → 2010)                                                                                 |
| mars 2008                                | En cours (au 21 juin 2022) | Françoise Rossignol     | PS        | Professeure d'anglais Conseillère général de Dainville (1998 → 2015) Vice-présidente de la communauté urbaine d'Arras (2014 → ) Réélue pour le mandat 2020-2026, |

### Jumelages
La commune est jumelée avec :
| Ville | Ville      | Pays | Pays        | Période     |
| ----- | ---------- | ---- | ----------- | ----------- |
|       | Whitstable |      | Royaume-Uni | depuis 1990 |

## Équipements et services publics

### Enseignement
La commune est située dans l'académie de Lille et dépend, pour les vacances scolaires, de la zone B.
Elle administre deux écoles maternelles et deux écoles  élémentaires et le département gère le collège.

### Justice, sécurité, secours et défense
La commune dépend du tribunal judiciaire d'Arras, du conseil de prud'hommes d'Arras, de la cour d'appel de Douai, du tribunal de commerce d'Arras, du tribunal administratif de Lille, de la cour administrative d'appel de Douai, du pôle nationalité du tribunal judiciaire d'Arras et du tribunal pour enfants d'Arras.

## Population et société

### Démographie
Les habitants sont appelés les Dainvillois.

#### Évolution démographique
L'évolution du nombre d'habitants est connue à travers les recensements de la population effectués dans la commune depuis 1793. Pour les communes de moins de 10 000 habitants, une enquête de recensement portant sur toute la population est réalisée tous les cinq ans, les populations de référence des années intermédiaires étant quant à elles estimées par interpolation ou extrapolation. Pour la commune, le premier recensement exhaustif entrant dans le cadre du nouveau dispositif a été réalisé en 2006.

En 2022, la commune comptait 5 718 habitants, en évolution de +2,6 % par rapport à 2016 (Pas-de-Calais : −0,72 %, France hors Mayotte : +2,11 %).
| 1793 | 1800 | 1806 | 1821 | 1831 | 1836 | 1841 | 1846 | 1851 |
| ---- | ---- | ---- | ---- | ---- | ---- | ---- | ---- | ---- |
| 547  | 606  | 625  | 645  | 677  | 716  | 888  | 860  | 900  |

| 1856 | 1861 | 1866  | 1872  | 1876  | 1881  | 1886  | 1891  | 1896  |
| ---- | ---- | ----- | ----- | ----- | ----- | ----- | ----- | ----- |
| 951  | 975  | 1 022 | 1 040 | 1 052 | 1 074 | 1 139 | 1 101 | 1 103 |

| 1901  | 1906  | 1911  | 1921  | 1926  | 1931  | 1936  | 1946  | 1954  |
| ----- | ----- | ----- | ----- | ----- | ----- | ----- | ----- | ----- |
| 1 110 | 1 093 | 1 055 | 1 130 | 1 149 | 1 190 | 1 153 | 1 164 | 1 205 |

| 1962  | 1968  | 1975  | 1982  | 1990  | 1999  | 2006  | 2011  | 2016  |
| ----- | ----- | ----- | ----- | ----- | ----- | ----- | ----- | ----- |
| 2 188 | 2 971 | 4 839 | 5 758 | 5 693 | 5 392 | 5 306 | 5 635 | 5 573 |

| 2021  | 2022  | - | - | - | - | - | - | - |
| ----- | ----- | - | - | - | - | - | - | - |
| 5 703 | 5 718 | - | - | - | - | - | - | - |

#### Pyramide des âges
La population de la commune est relativement âgée.
En 2018, le taux de personnes d'un âge inférieur à 30 ans s'élève à 27,0 %, soit en dessous de la moyenne départementale (36,7 %). À l'inverse, le taux de personnes d'âge supérieur à 60 ans est de 38,5 % la même année, alors qu'il est de 24,9 % au niveau départemental.
En 2018, la commune comptait 2 625 hommes pour 3 040 femmes, soit un taux de 53,66 % de femmes, largement supérieur au taux départemental (51,5 %).
Les pyramides des âges de la commune et du département s'établissent comme suit.
| Hommes | Classe d’âge | Femmes |
| ------ | ------------ | ------ |
| 1,6    | 90 ou +      | 3,9    |
| 10,5   | 75-89 ans    | 14,9   |
| 22,3   | 60-74 ans    | 23,2   |
| 20,2   | 45-59 ans    | 19,1   |
| 14,8   | 30-44 ans    | 15,0   |
| 13,8   | 15-29 ans    | 10,6   |
| 16,7   | 0-14 ans     | 13,3   |

| Hommes | Classe d’âge | Femmes |
| ------ | ------------ | ------ |
| 0,5    | 90 ou +      | 1,6    |
| 5,6    | 75-89 ans    | 8,9    |
| 16,7   | 60-74 ans    | 18,1   |
| 20,2   | 45-59 ans    | 19,2   |
| 18,9   | 30-44 ans    | 18,1   |
| 18,2   | 15-29 ans    | 16,2   |
| 19,9   | 0-14 ans     | 17,9   |

### Manifestations culturelles et festivités
- La Lyre Dainvilloise, orchestre d'harmonie existant depuis 1924[39].

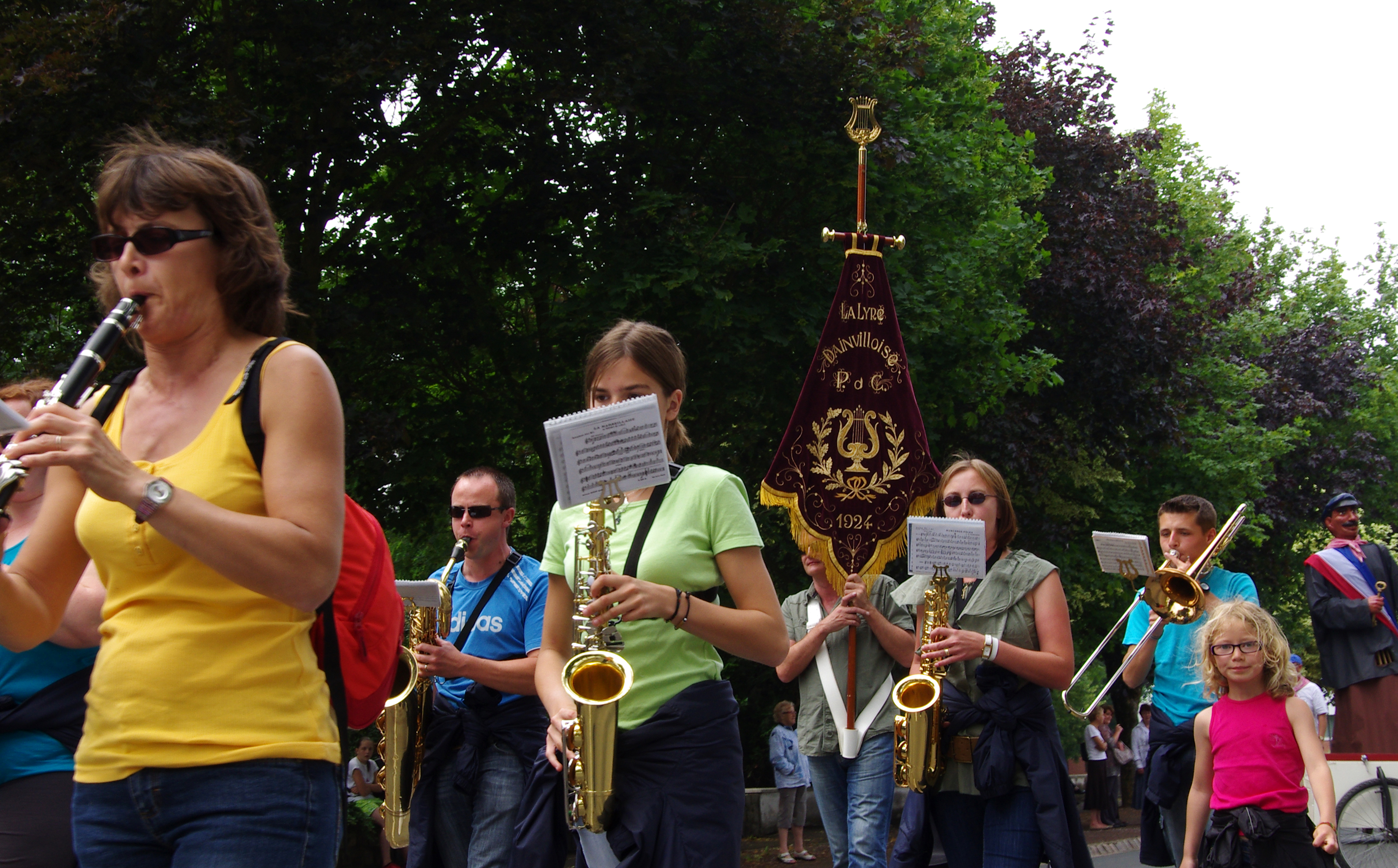
La Lyre Dainvilloise, avec sa bannière, lors de sa prestation à Sainte-Catherine en juin 2011.

### Sports et loisirs

#### Pistes cyclables
La véloroute « La Voie verte », d'une longueur de 17 kilomètres, construite en 2011 sur une partie de l'ancienne ligne de Doullens à Arras, relie les communes de Dainville et Saulty en passant par Wailly, Beaumetz-lès-Loges, Basseux, Bailleulval, Bailleulmont, Bavincourt, La Herlière.

## Économie

### Revenus de la population et fiscalité
En 2021, la commune compte 2 445 ménages fiscaux, regroupant 5 535 personnes.
Le revenu fiscal médian par ménage, le taux de pauvreté des ménages et la part des ménages fiscaux imposés de la commune, du département du Pas-de-Calais et de la métropole sont les suivants :
- le revenu fiscal médian par ménage de la commune est de 24 790 €, supérieur à celui du département du Pas-de-Calais (20 720 €) et supérieur à celui de la France métropolitaine (23 080 €)[Insee 13],[Insee 14],[Insee 15] ;
- le taux de pauvreté des ménages de la commune est de 9 %, de 18,4 % au niveau du département et de 14,9 % au niveau de la métropole[Insee 16],[Insee 17],[Insee 18] ;
- la part des ménages fiscaux imposés dans la commune est de 62 %, de 44,1 % au niveau du département et de 53,4 % au niveau de la métropole[Insee 13],[Insee 14],[Insee 15].

## Culture locale et patrimoine

### Lieux et monuments
- L'église Saint-Martin du XIIIe siècle.
- Le Centre Mahaut-d'Artois abrite environ 28 kilomètres de linéaires d'archives départementales, les fonds antérieurs à la Révolution, les fonds révolutionnaires et modernes, les minutes notariales, les archives des juridictions, le cadastre, les fonds privés et iconographiques et une salle de lecture de 40 places.
- L'étang municipal appelé « La mare aux canards ».
- Le cimetière militaire du Commonwealth.
- L'ancienne gare.
- Le monument aux morts[41].

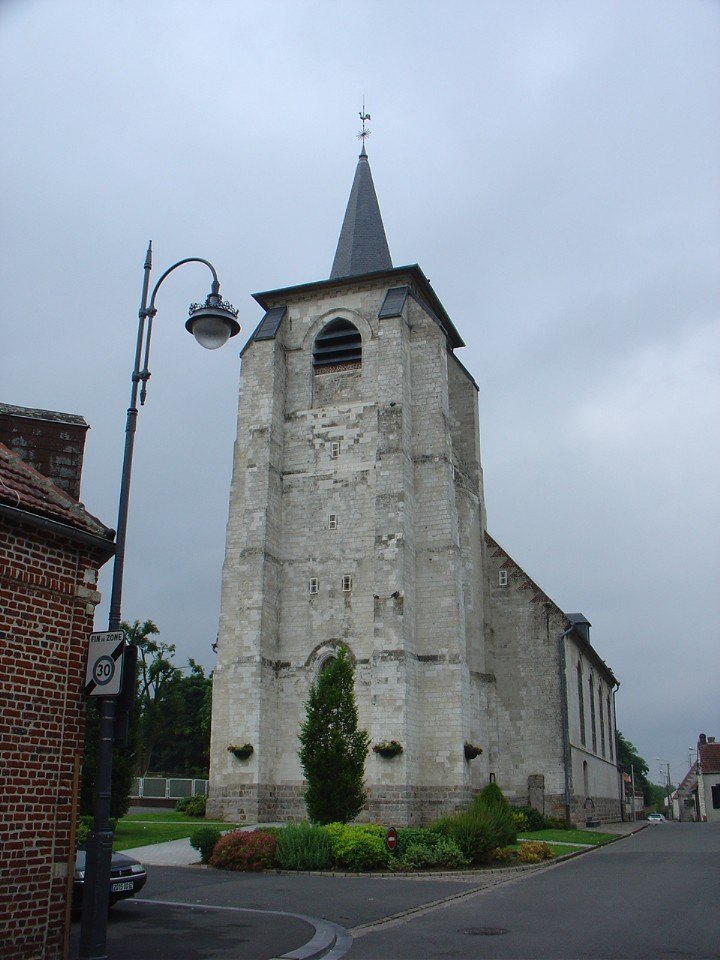
L'église Saint-Martin.
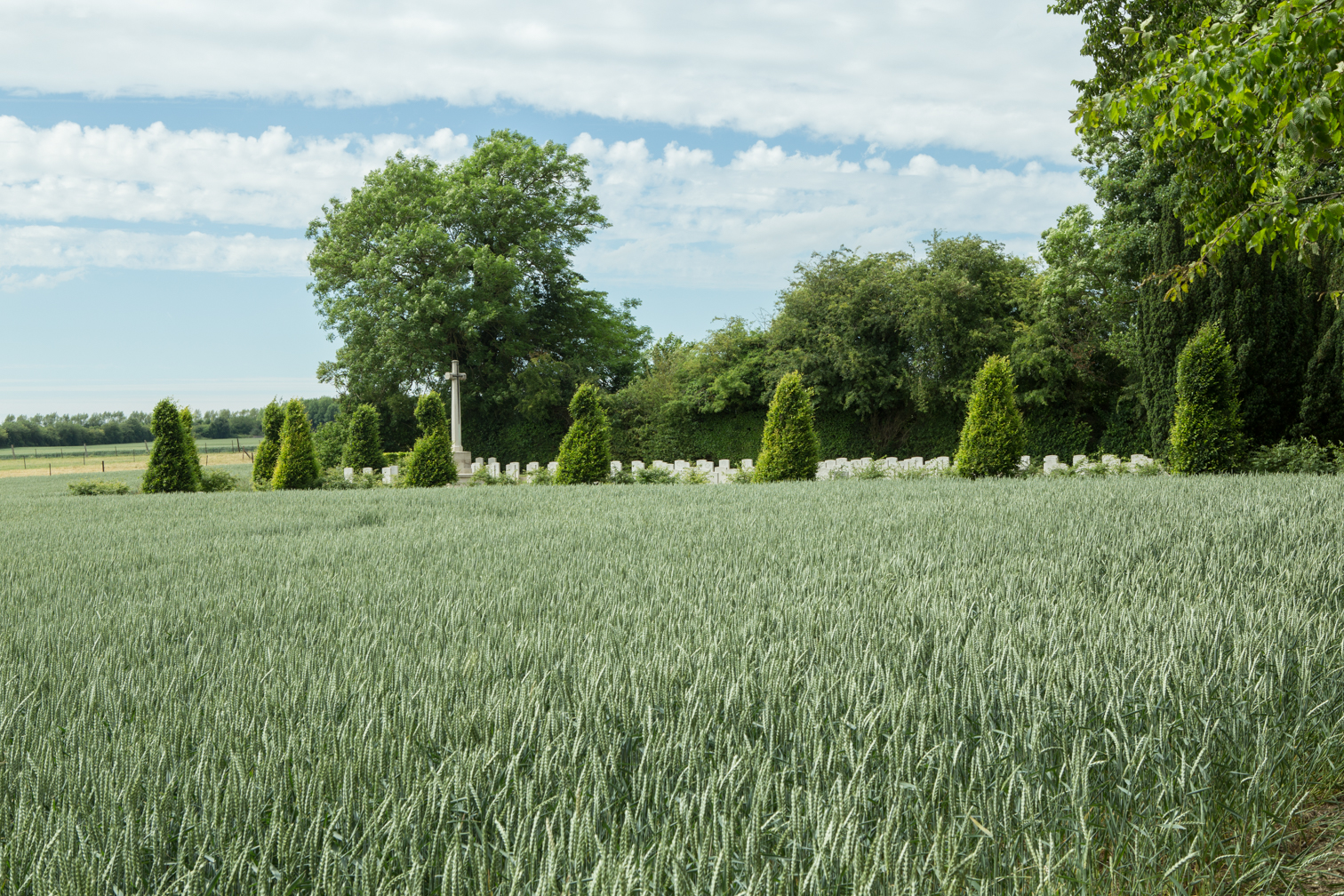
Le cimetière militaire…
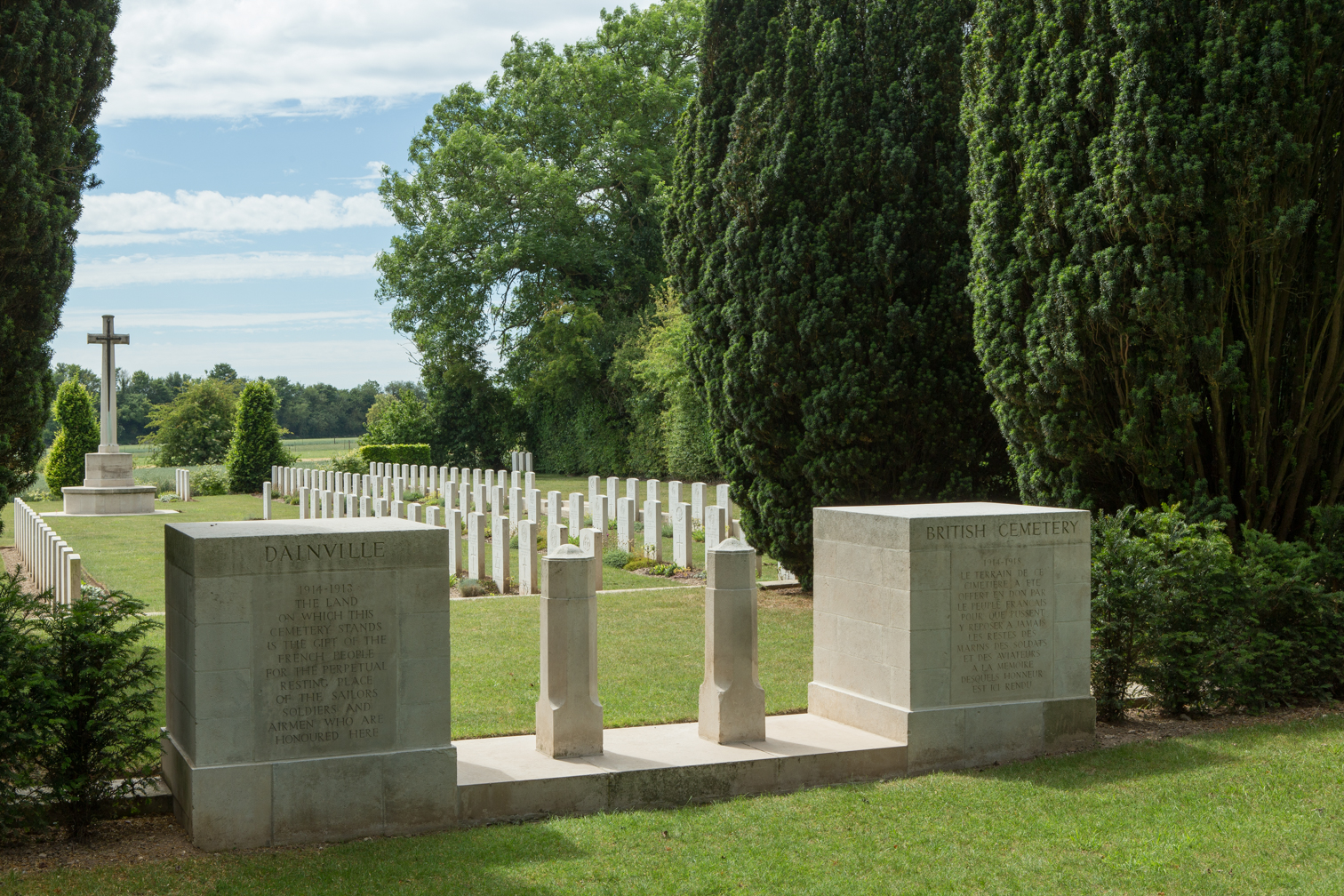
…du Commonwealth.

### Personnalités liées à la commune
- Pierre Lesdain (1897-1970), écrivain et critique littéraire belge, mort dans cette ville.
- Maryan Marresch (1923-2005), joueur de football, mort à Dainville.
- Léon Fatous (1926-2023), homme politique, né à Dainville.
- René Fatoux (1935-2022), joueur de football, né à Dainville.

### Héraldique
| Blason de Dainville | Blason  | D'azur à la fasce d'argent chargée de trois coquilles de gueules. Ornements extérieursCroix de guerre 1914-1918                                           |
| Blason de Dainville | Détails | Armes de la famille de Gérard de Dainville, évêque d'Arras (1362), de Thérouanne (1368) puis de Cambrai. Le statut officiel du blason reste à déterminer. |

## Pour approfondir

#### Bases de données, dictionnaires et encyclopédies
- Ressources relatives à la géographie :   - Insee (communes)
  - Ldh/EHESS/Cassini
- Ressource relative à plusieurs domaines :   - Annuaire du service public français
- Notices d'autorité :   - VIAF
  - BnF (données)
  - IdRef